# Reynaldo Velázquez
Reynaldo Velázquez es un artista mexicano y miembro del Salón de la Plástica Mexicana. Ha recibido en dos ocasiones el Premio Chiapas, la última en 1991. También, en 1986 recibió el Premio Rodin en Japón, el cual se otorga cada dos años por los museos Hakone y Utsukushi a una pieza escultórica figurativa. Pintor, dibujante, grabador, y escultor chiapaneco, con reconocimiento nacional e internacional. En el 2022 presenta el libro "La piel despierta" en el Museo de la Ciudad de México.

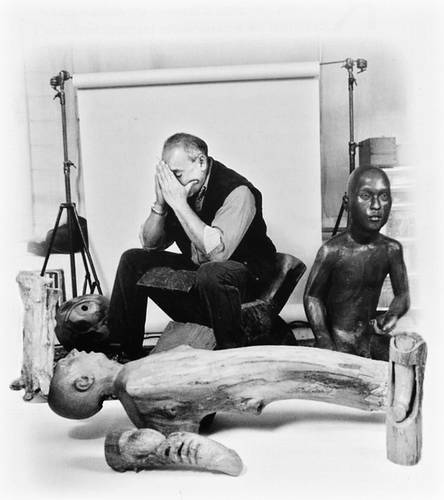
sculptor Reynaldo Velázquez

## Vida
Nació en Tuxtla Gutiérrez, Chiapas. De niño nace su interés por la madera, casi jugando, con juguetes. Su extracción es muy humilde, las leyendas de Santa Claus no funcionaban porque no habían regalos de ese tipo. Su papá le hacía juguetes, ese era un sustituto mejor que los regalos. Eran toscos, su papá le enseñaba cómo tallarlos, él tenía algunas herramientas de carpintería porque fue talabartalero. Por principio se dedicó a las artes para sobrevivir. Cuando era joven comenzó con retratos y series de grabado sobre madera. Sus obras buscaban la unión de la religión con el erotismo, esto se muestra en las obras "El Viacrucis" o "El Magníficat". Gracias a estos temas varias obras fueron censuradas.
El autor que más marcó su aprendizaje fue el músico Johan Sebastián Bach, ya que creía que la música es paralela a la pintura. Las artes para Velázquez fueron la salvación de una crisis depresiva. Sus esculturas generalmente eran hechas con madera de cedro, caoba, maderas oscuras y palo de fierro. Alguna de la madera eran obsequios de gente de toda la república. Recibió el Premio Chiapas, entre 1973 y 1975. El nombre del premio fue cambiado al Premio Chiapas de Arte, porque lo recibió por segunda ocasión en 1991.
En 1989 Velázquez recibió el premio Rodin en Japón, por su obra "Cautivo". Cuenta que: "Me ofrecieron participar en ese concurso, mandaron mis datos a Japón y yo comencé a trabajar sin conocer la convocatoria. A los tres meses tenía la obra casi terminada, llegó la convocatoria y decía que la obra tenía que ser de tres metros de altura mínimo, de materiales duraderos porque era para intemperie; me mandaban las alturas a que llegaba la nieve, las temperaturas máximas por el verano. Entonces escribí para decirles que no podía participar, porque la obra que había terminado, "Cautivo", era de 1.50 metros, en talla en madera, les envié fotografías y dibujos de la obra. Al poco tiempo recibí una carta donde me decían que qué bueno que estaba preparándome para el concurso e hicieron caso omiso de mi declinación. Me dijeron que les gustó la obra y querían la enviara, ya habían contratado la compañía transportadora. Me la tendieron en bandeja de plata, estuvo fantástico. Como al mes, me mandaron el premio." 

## Carrera
Velázquez, comenzó a interesarse por el arte cuando vivía en Tuxtla Gutiérrez desde muy temprana edad posteriormente se mudó y a la Ciudad de México. En sus inicios fue afecto a la acuarela, la pintura y el grabado, en la etapa de su madurez artística se ha desarrollado principalmente como escultor con preferencia a las maderas oscuras. Gran parte de su obra temprana en grabado y pintura se encuentra en Chiapas, en Museo Mario Uvence, ubicado en San Cristóbal de las Casas, quien posee la mayor cantidad de libros tallados, también la Colección de Hacienda tiene obra de este artista. Es un autor que ha contribuido a la cultura mexicana con un trabajo comprometido, -en ocasiones polémico-, y perseverante creación.

## Arte
Lo dramático y lo erótico son constantes en la obra de Velázquez. Se ha interesado principalmente por la representación de la figura humana, el desnudo, aunque también ha trabajado temas como el paisaje, retrato, y escenas de la vida cotidiana. Artes Plásticas Contemporáneas de Chiapas
Se le ha llamado "el artista que desnuda la madera", debido a la popularidad y el impacto que generan sus esculturas que representan el cuerpo humano. Con su obra recupera una tradición de gran maestría e historia en México: la talla en madera.

## El Vía Crucis
Velázquez realizó su propia versión del Viacrucis con catorce obras en torno a la Pasión de Cristo; una visión erótica y expresionista del dolor humano en técnica mixta sobre madera. Relata un día en la vida de Cristo; viernes, en víspera de la Pascua; el día de su crucifixión. Las obras tienen formato rectangular, en posición vertical. En la mayoría del área pictórica encontramos alto contraste, el colorido de blancos y negros se complementa con ocres y amarillo. La composición es dinámica y estable. En varias piezas encontramos una obra dentro de otra, el autor -haciendo uso de pequeñas ventanas o recuadros- realiza dos obras en una. Obras de estética dramática y apocalíptica, que renuncian al concepto renacentista de belleza, para abrazar la influencia de los grandes maestros del Expresionismo.